# Naoto Ito
Naoto Ito est un sauteur à ski japonais, né le 15 août 1969.

## Palmarès

### Coupe du monde de saut à ski
- Meilleur classement final : 19e en 1995.
- Meilleur résultat : 3e.